# Dorfkirche Wulfersdorf (Wittstock/Dosse)

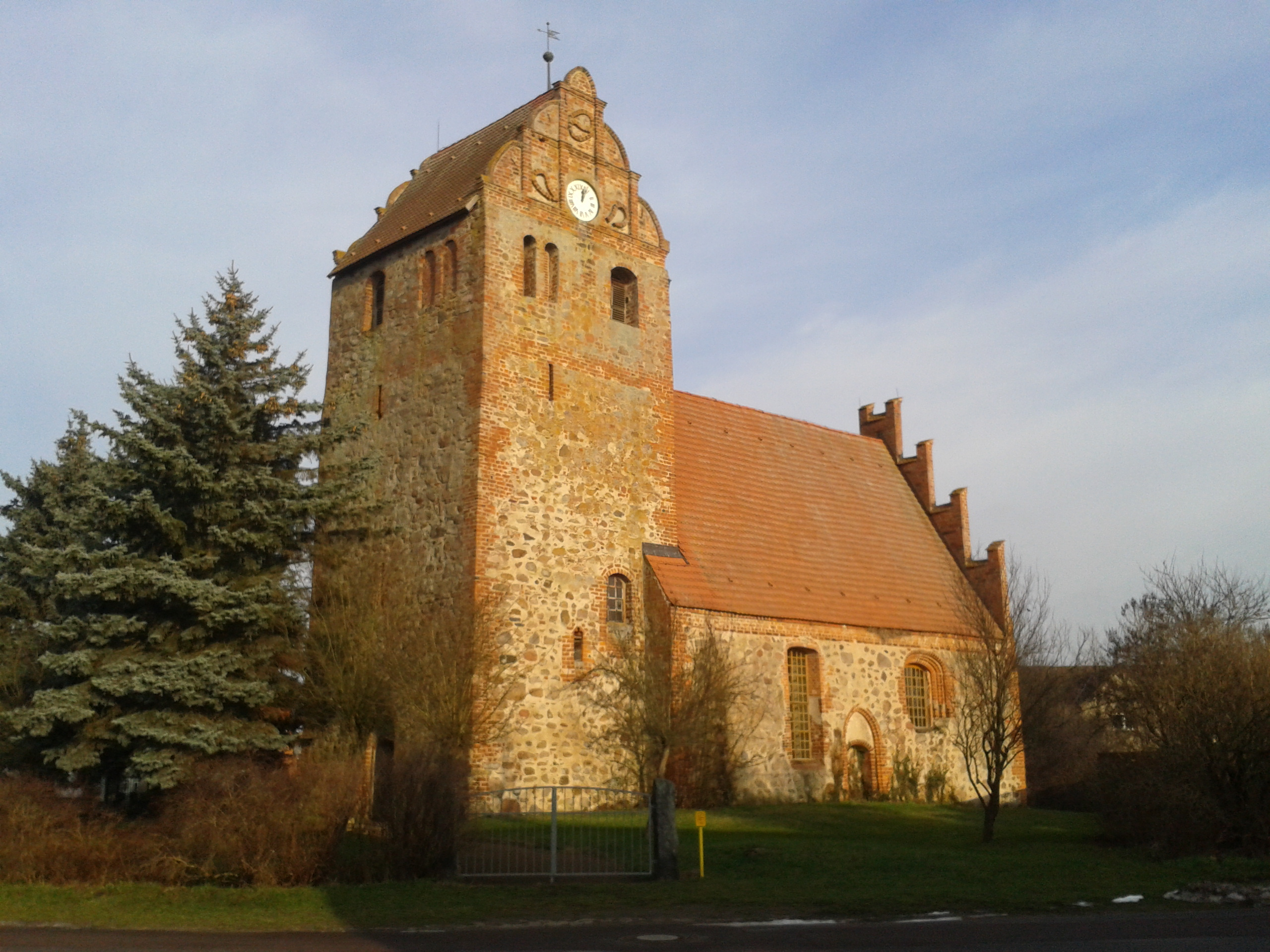
Dorfkirche Wulfersdorf

Die evangelische Dorfkirche Wulfersdorf ist ein denkmalgeschützter Sakralbau in Wulfersdorf bei Wittstock/Dosse. Die Kirche wurde im ersten Viertel des 16. Jahrhunderts erbaut. Sie befindet sich in der Dorfstraße 57.

## Architektur

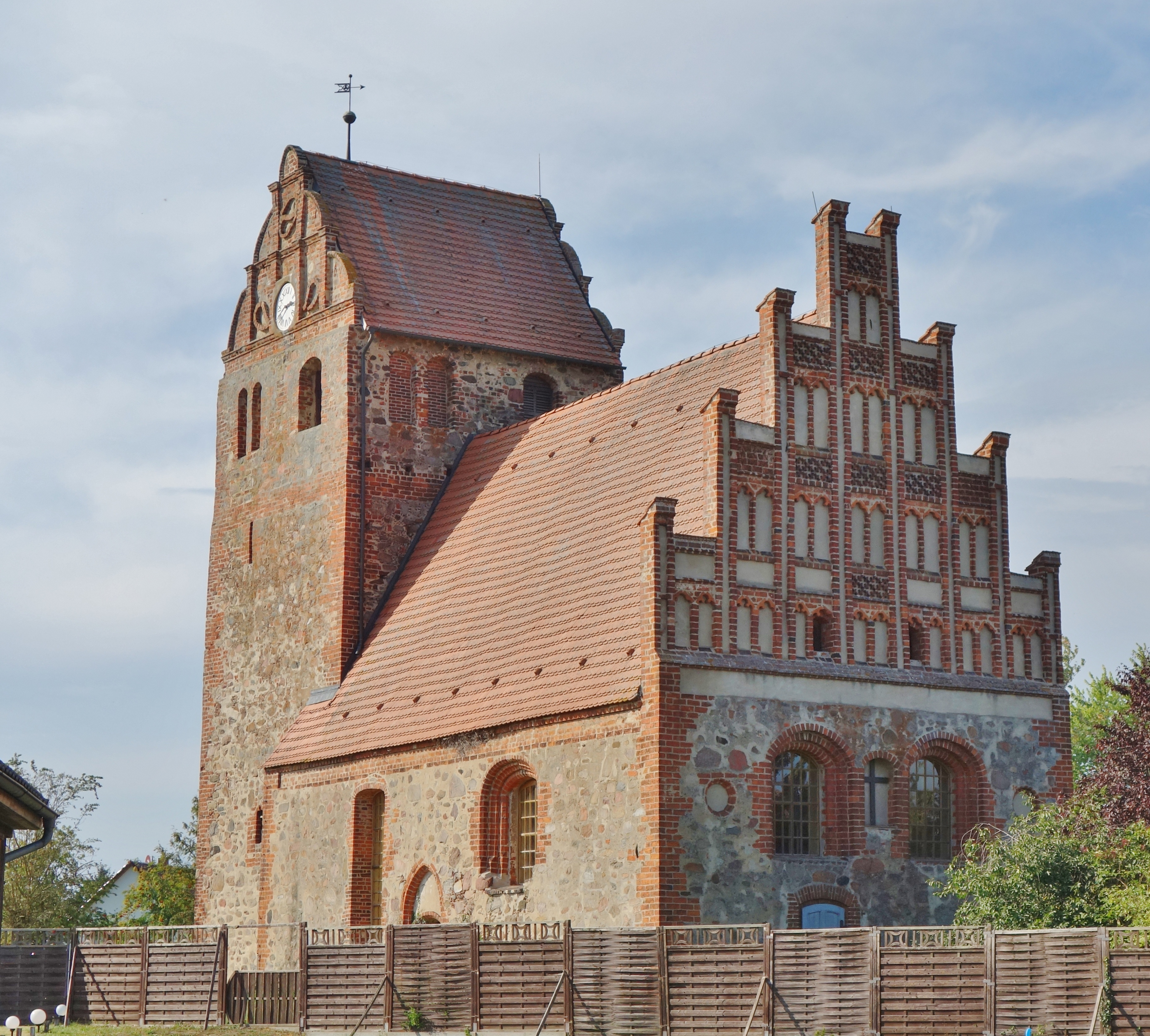
Rückansicht mit Ostgiebel

Der Baustil der Feldsteinkirche weist sowohl mittelalterliche als auch neuzeitliche Elemente auf. Das Gebäude besteht aus einem auf der Ostseite gerade abschließenden Kirchenschiff und einem querrechteckigen Westturm mit einer Turmfahne. Der Giebel des Turms wurde in der zweiten Hälfte des 16. Jahrhunderts unter dem Einfluss der Renaissance erbaut. Ursprünglich besaß der Turm vermutlich ein Walmdach, das später durch ein Satteldach ersetzt wurde. Fenster und Türen sind mit Backsteinen umsäumt. Der Ostgiebel der Kirche ist dem der Heiliggrabkapelle nachgebildet. Die Fenster unterhalb des Ostgiebels, die Korbbogenabschlüsse der südlichen Chorfenster und die Spitzbogenblende des Westportals sind dagegen noch vom gotischen Baustil beeinflusst.
Im Inneren der Kirche befindet sich eine Holzbalkendecke und eine Hufeisenempore. Im 19. Jahrhundert wurde der Innenraum der Dorfkirche komplett erneuert.
Vor der Kirche befindet sich ein Kriegerdenkmal für die im Ersten und Zweiten Weltkrieg gefallenen Einwohner sowie eine Gedenktafel für drei KZ-Häftlinge, die am 24. April 1945 in Wulfersdorf erschossen wurden.